# Golasowice

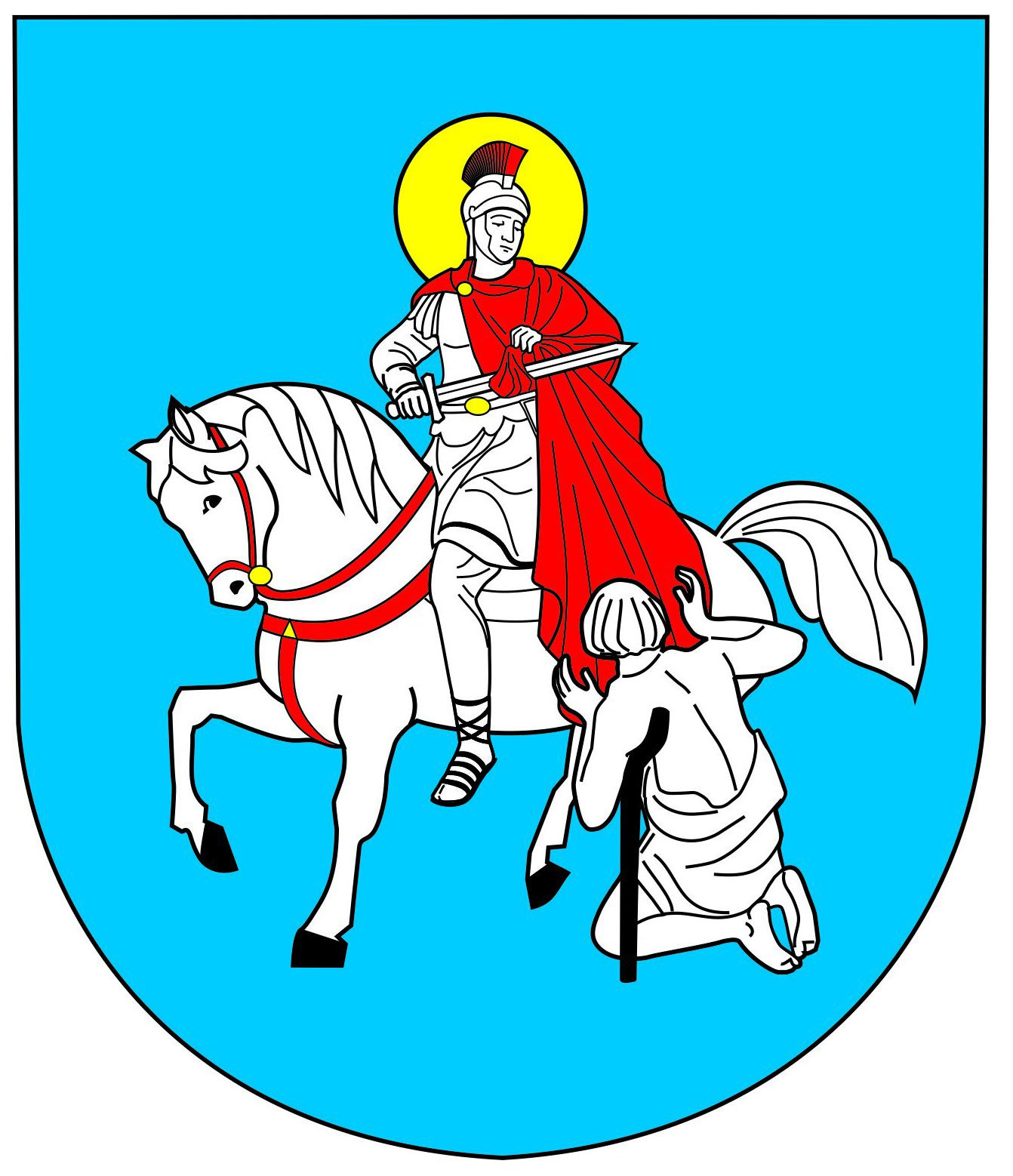
Nieoficjalny herb wsi Golasowice

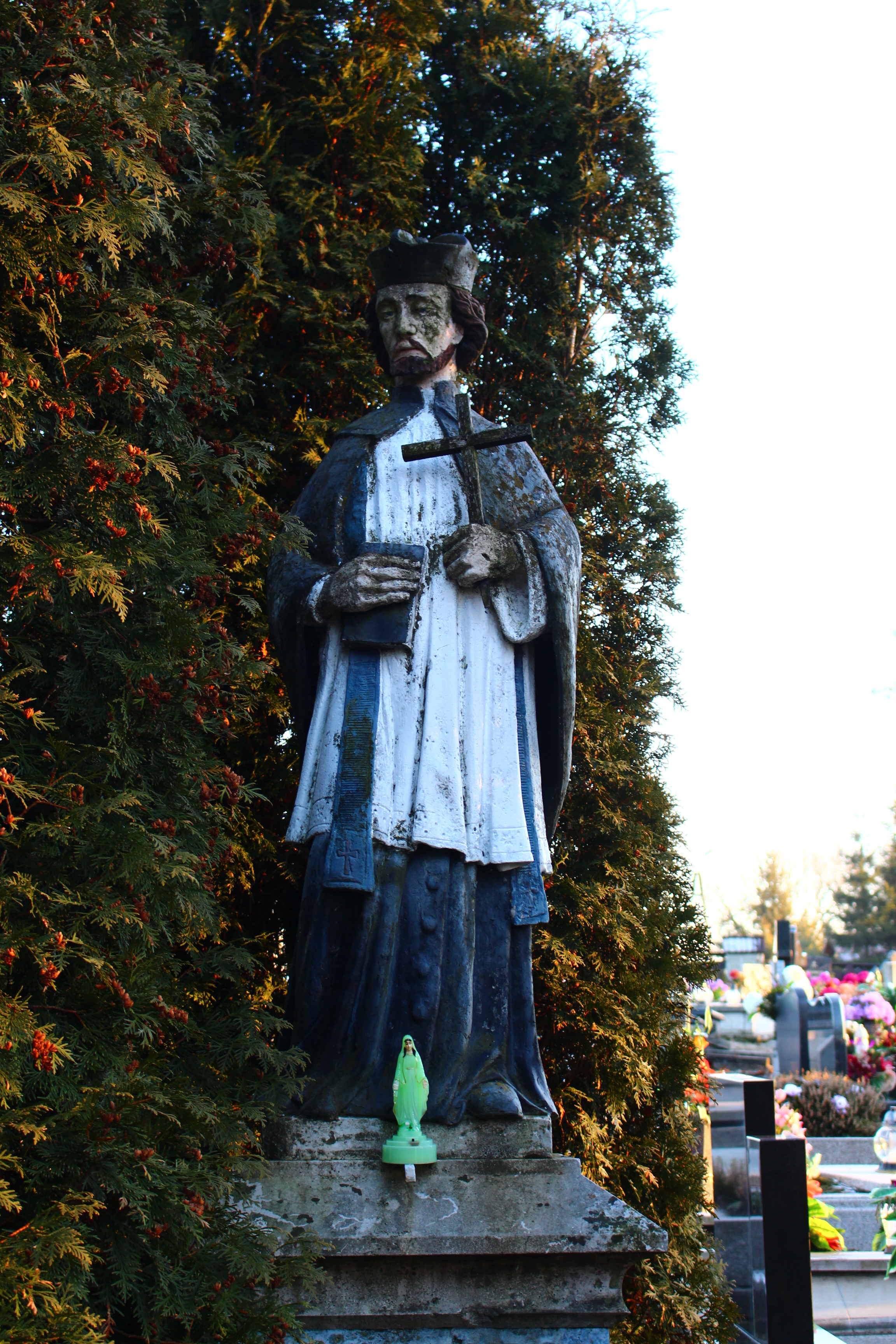
Figurka Jana Nepomucena - Golasowice

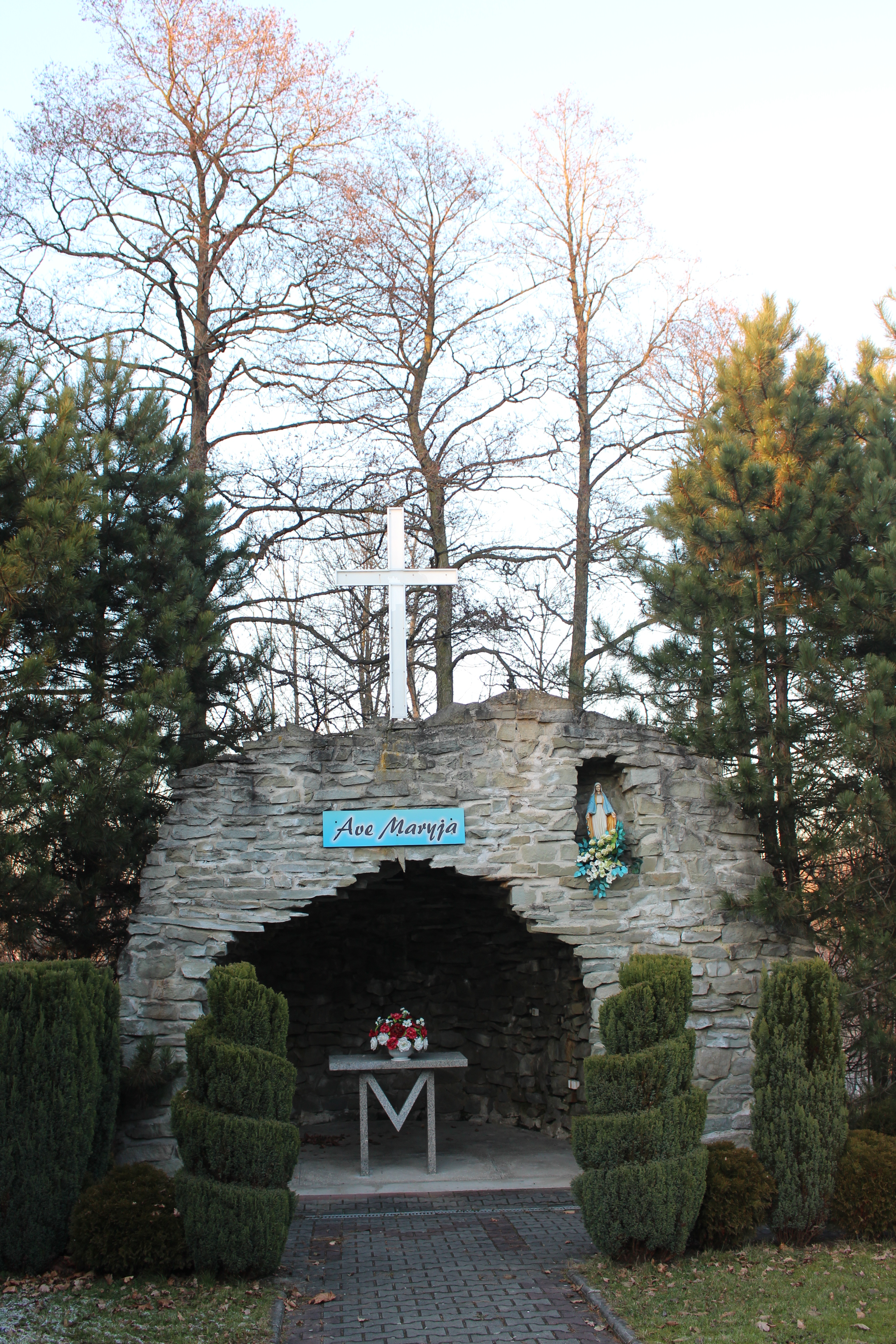
Grota Maryjna - przy kościele p.w. Narodzenia NMP

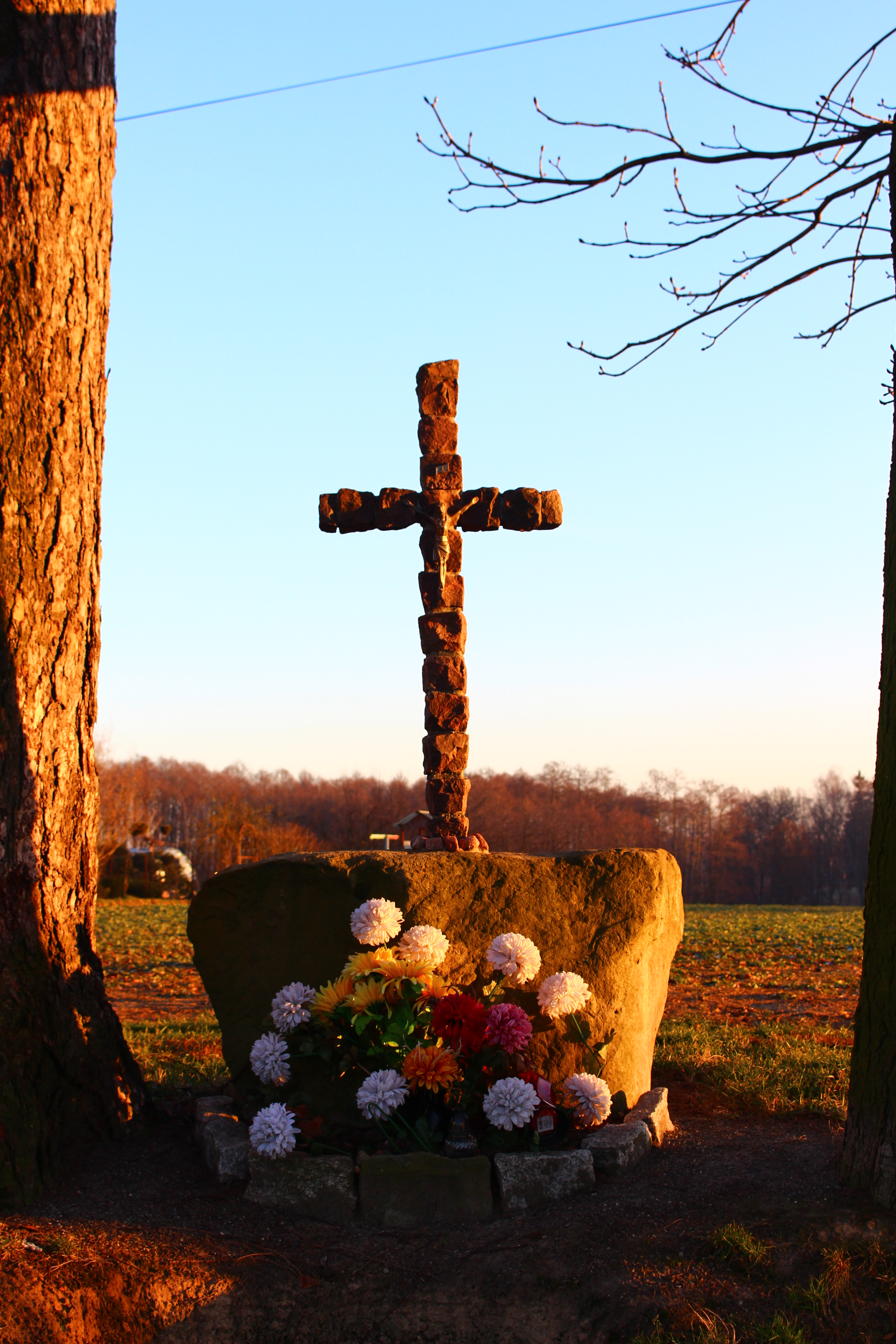
Krzyż - ul. Łąkowa

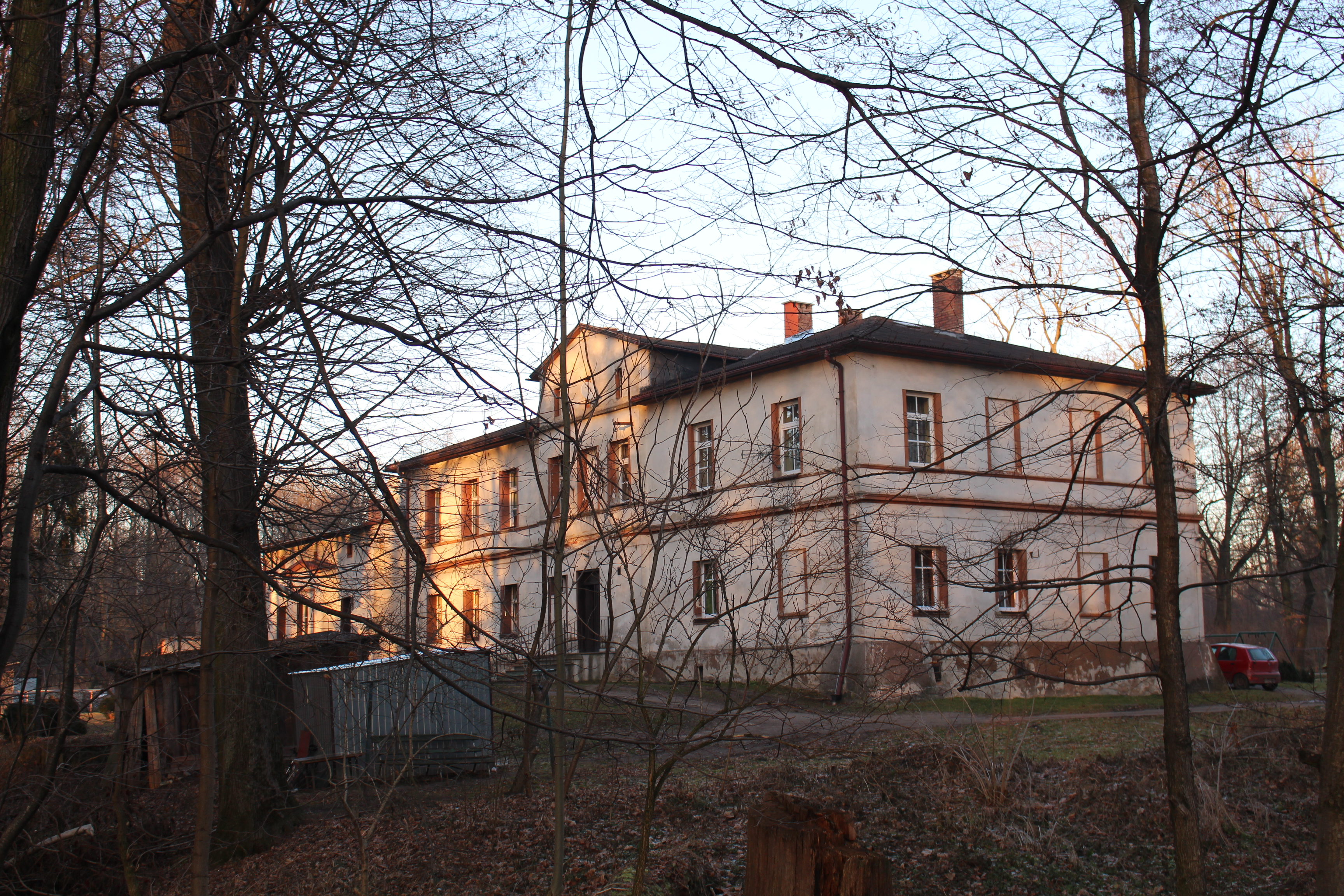
Zameczek (posiadłość Stonawskich) - Golasowice

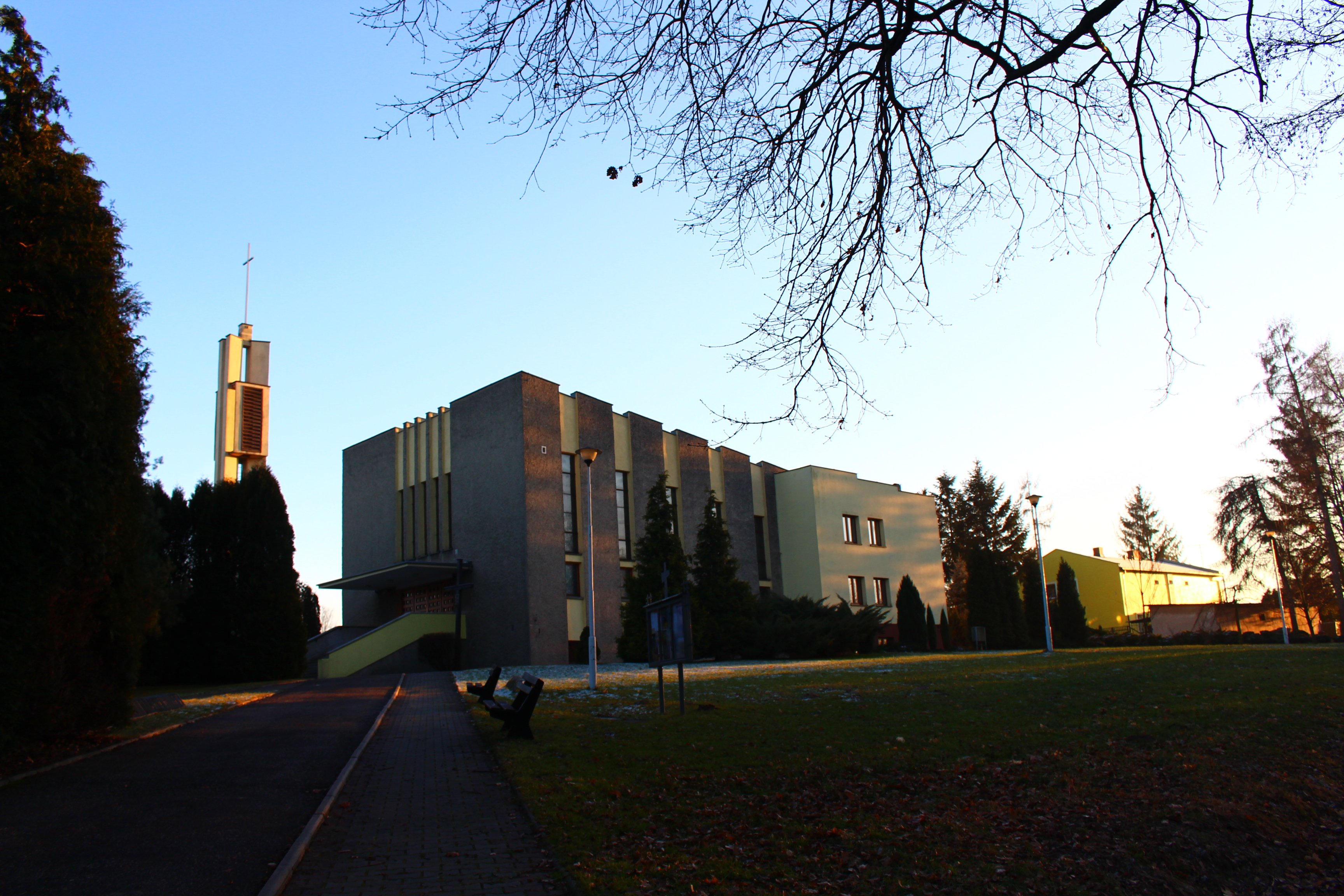
Parafia Narodzenia NMP w Golasowicach

Golasowice (niem. Gollasowitz) – wieś w Polsce położona w województwie śląskim, w powiecie pszczyńskim, w gminie Pawłowice. Powierzchnia sołectwa wynosi 8,06 km², a liczba ludności 1401, co daje gęstość zaludnienia równą 164,09 os./km².

## Nazwa
Według niemieckiego językoznawcy Heinricha Adamy’ego nazwa miejscowości pochodzi od polskiej nazwy "goły". W swoim dziele o nazwach miejscowych na Śląsku wydanym w 1888 roku we Wrocławiu jako starszą od niemieckiej wymienia nazwę w obecnym polskim brzmieniu - Golasowice podając jej znaczenie "Kahlau (kalau)" czyli po polsku "Łyse, wyłysiałe". Nazwa pochodzi prawdopodobnie od gołego terenu pozbawionego drzew, na którym przeprowadzono deforestację. Adamy zalicza nazwę wsi do grupy miejscowości, których nazwa wywodzi się od wycinki drzew "von gola = vom Walde freigemachter, kahler ort". Nawiązanie do tego znaczenia znajduje się w herbie. Niemcy zgermanizowali nazwę na Gollasowitz w wyniku czego utraciła ona swoje pierwotne znaczenie.
W księdze łacińskiej Liber fundationis episcopatus Vratislaviensis (pol. Księga uposażeń biskupstwa wrocławskiego) spisanej za czasów biskupa Henryka z Wierzbna w latach 1295–1305 miejscowość wymieniona jest w szeregu wsi położonych w okolicy Żor i Wodzisławia (ville circa Zary et Wladislaviam) w zlatynizownej formie Golos.

## Części wsi
| SIMC    | Nazwa               | Rodzaj    |
| ------- | ------------------- | --------- |
| 0218495 | Kolonia Golasowicka | część wsi |
| 0218503 | Kolonia Pawłowicka  | część wsi |
| 0218510 | Mała Strona         | część wsi |
| 0218526 | Podbór              | część wsi |
| 0218532 | Randówka            | część wsi |
| 0218549 | Węgry               | część wsi |

## Historia
Miejscowość po raz pierwszy wzmiankowano w 1293, następnie również w dokumencie Liber fundationis episcopatus Vratislaviensis (ok. 1305) jako Golos. Pod koniec XV wieku właścicielem Golasowic i Jarząbkowic był Mikołaj Brodecki. Pod koniec XVI wieku miejscowość kupił Walenty Pawłowski, który urządził tutaj swoją siedzibę i przyjmował w niej najbardziej znanego członka rodu Pawłowskich - biskupa ołomunieckiego Stanisława. W posiadaniu Pawłowskich wieś była jeszcze na początku XVII wieku. Po I wojnie śląskiej miejscowość znalazła się w granicach Królestwa Prus. W 1749 miejscowość z przyległymi dobrami zlicytowano i zostały przejęte przez rodzinę Marklowskich, która władała tym terenem do końca XVIII wieku.
W 1765 została założona miejscowa parafia luterańska z własnym, stojącym do dziś, kościołem. W XIX wieku właścicielami dóbr rycerskich w Golasowicach byli: Feliks von Wallhofen, Benon Lange, Reinhold Pinder, Georg Karl Stonawski. W połowie XIX wieku zdecydowaną przewagę w społeczeństwie golasowickim stanowili protestanci. Topograficzny opis Górnego Śląska z 1865 roku notuje, że mieszkający we wsi duchowny protestancki głosi kazania w języku polskim i tylko od święta daje również niemieckie kazania - "Der evangelische Geistliche, welcher am Orte wohnt, predigt in der Regel polnisch und nur an hohen Festagen deutsch". W 1903 Georg Karl Stonawski sprzedał pruskiemu Landsbankowi golasowickie dobra rycerskie. W 1911 powstał miejscowy oddział OSP.
W marcu 1921 odbył się plebiscyt na Górnym Śląsku. W Golasowicach (łącznie z koloniami i obszarem dworskim) brało w nim udział 501 osób, z których 385 opowiedziało się za Niemcami, a 114 za Polską. W okresie międzywojennym była to najbardziej ewangelicka gmina w górnośląskiej (dawnej pruskiej) części województwa śląskiego (w 1933 stanowili oni 75,3% mieszkańców).
W lutym i marcu 1945 w wyniku walk pomiędzy wojskami radzieckimi i niemieckimi wioska została poważnie zniszczona i ograbiona. W latach 1945–54 wieś była siedzibą gminy Golasowice. Następnie należała i była siedzibą gromady Golasowice. W 1972 Golasowice weszły w skład utworzonej gminy Pawłowice. W latach 1975–1998 miejscowość administracyjnie należała do województwa katowickiego.

## Zabytki
Według Narodowego Instytutu Dziedzictwa, w miejscowości znajduje się jeden obiekt zabytkowy:
- kościół ewangelicko-augsburski z połowy XVIII wieku, klasycystyczny, wraz z wyposażeniem obejmującym ołtarz, ambonę, płytę kamienną z herbami, krzyż, naczynia liturgiczne i dzwon (nr rej.: A-434/60 z 18.03.1960). W kościele 34-głosowe organy, największe na terenie gminy[15].

Pozostałe:
- figura św. Jana Nepomucena znajdująca się na cmentarzu przy ul. Reja - fundatorami figury byli Ludwicus i Carolina Moczygemba - 1897 rok,

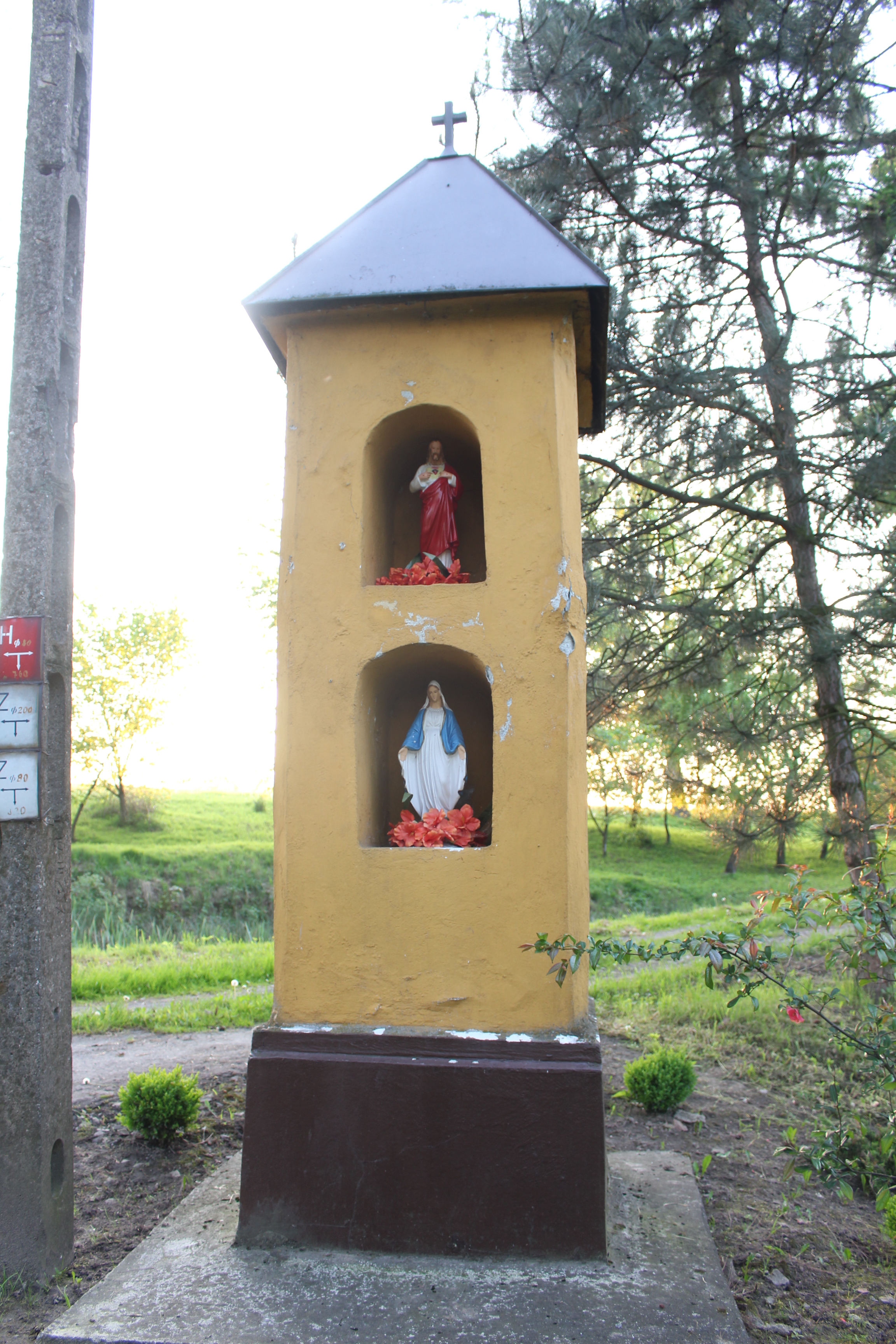
Kapliczka ul. Kraszewskiego

- Kapliczka ul. Kraszewskiegokrzyż przydrożny (ul. Kraszewskiego) - fundatorka Franciszka Holeksa - 1877 rok,
- kapliczka ul. Kraszewskiego, Krzyż ul. RejaKrzyż (ul. Reja),
- krzyż (ul. Łąkowa),

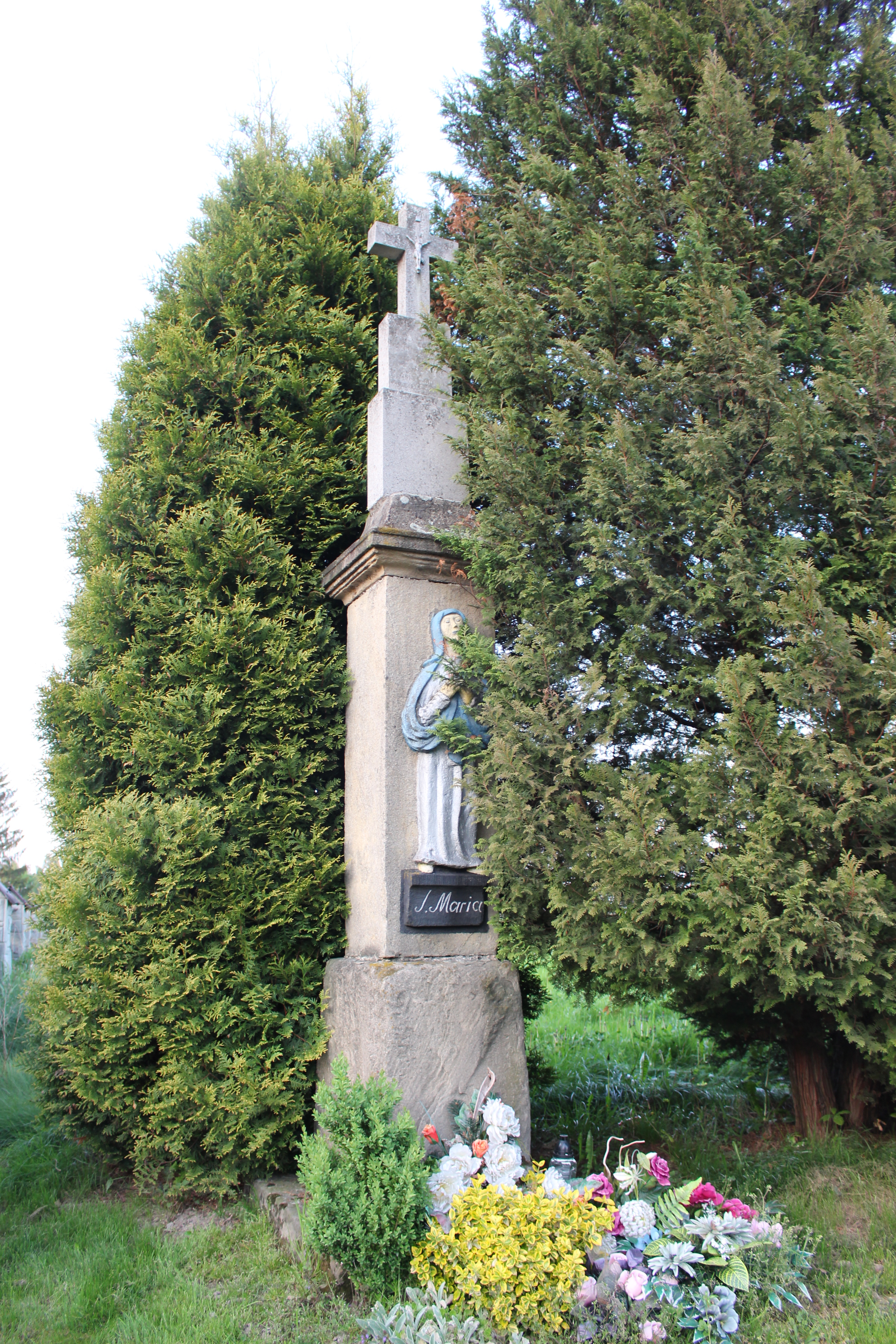
Krzyż ul. Reja

- krzyż ul. Reja (przy wejściu do Kościoła).

## Turystyka
Przez miejscowość przebiegają następujące trasy rowerowe:
- czerwona trasa rowerowa nr 190, istniejąca pod nazwą Trakt Reitzensteinów
- niebieska trasa rowerowa nr 279 – Jastrzębie-Zdrój – Strumień
- Przez miejscowość przebiega międzynarodowa trasa rowerowa EuroVelo 4 (Szlak Europy Centralnej) - w Polsce wyznakowana jako R-4 , obecnie od granicy polsko-czeskiej do Krakowa.

## Religia
Na terenie sołectwa działalność duszpasterską prowadzą następujące kościoły:
- Kościół Ewangelicko-Augsburski (parafia w Golasowicach)
- Kościół Rzymskokatolicki (parafia Narodzenia NMP)

## Edukacja
W miejscowości znajduje się Zespół Szkolno-Przedszkolny im. Kornela Makuszyńskiego (ul. Zofii Nałkowskiej 2).

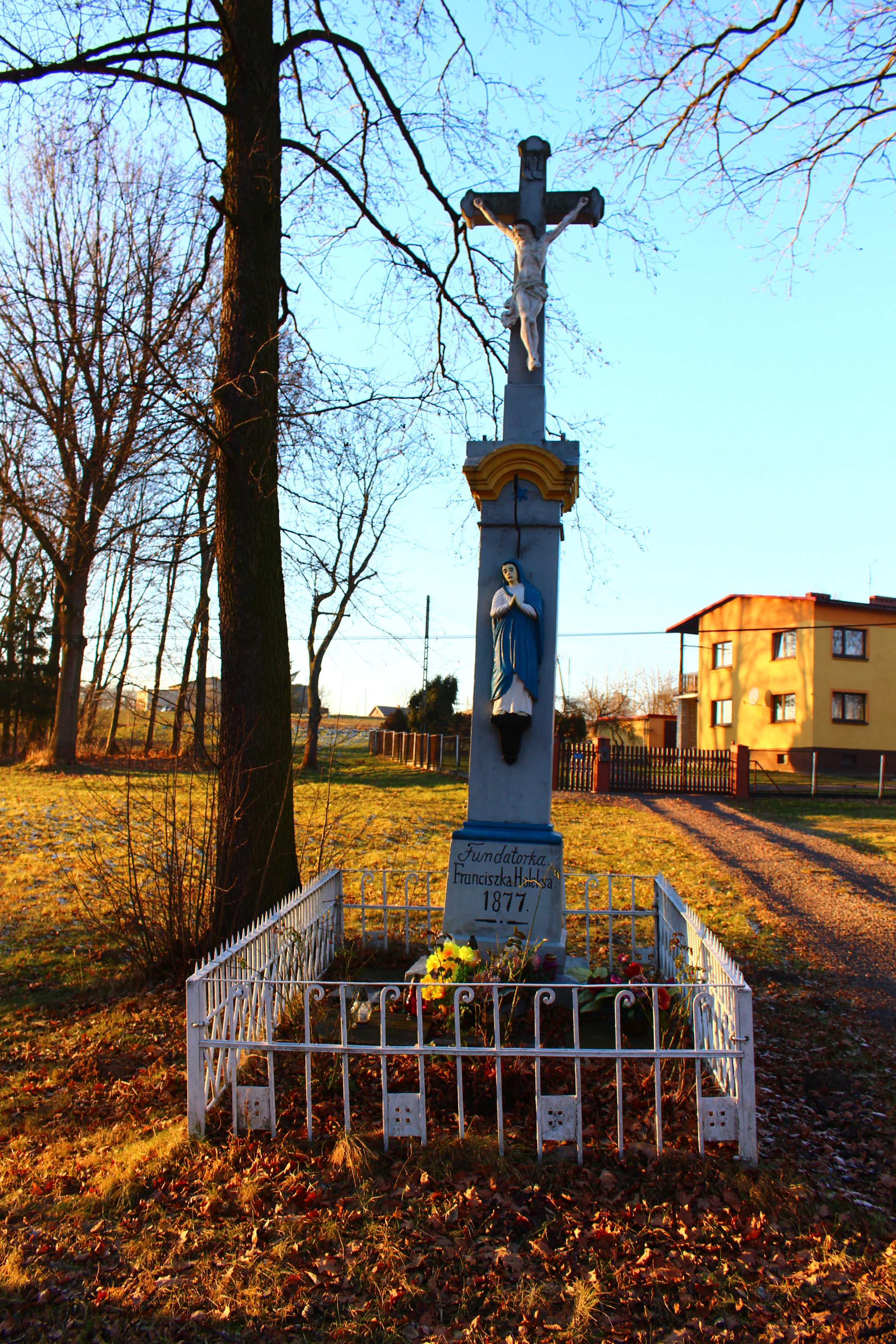
Krzyż przydrożny - ul. Kraszewskiego